# Osieki Lęborskie (przystanek kolejowy)
Osieki Lęborskie – nieczynny przystanek kolejowy w Osiekach Lęborskich na linii kolejowej nr 230 Wejherowo – Garczegorze, w województwie pomorskim.